# Molamboz
Molamboz (prononcé [mɔ.lɑ̃.bo]) est une commune française située dans le département du Jura, dans la région culturelle et historique de Franche-Comté et la région administrative Bourgogne-Franche-Comté.

## Géographie

### Climat
Pour des articles plus généraux, voir Climat de la Bourgogne-Franche-Comté et Climat du département du Jura.
En 2010, le climat de la commune est de type climat de montagne, selon une étude du Centre national de la recherche scientifique s'appuyant sur une série de données couvrant la période 1971-2000. En 2020, Météo-France publie une typologie des climats de la France métropolitaine dans laquelle la commune est exposée à un climat semi-continental et est dans la région climatique  Jura, caractérisée par une forte pluviométrie en toutes saisons (1 000 à 1 500 mm/an), des hivers rigoureux et un ensoleillement médiocre. 
Pour la période 1971-2000, la température annuelle moyenne est de 10,5 °C, avec une amplitude thermique annuelle de 17,2 °C. Le cumul annuel moyen de précipitations est de 1 197 mm, avec 12,6 jours de précipitations en janvier et 9,4 jours en juillet. Pour la période 1991-2020, la température moyenne annuelle observée sur la station météorologique de Météo-France la plus proche, « Colonne », sur la commune de Colonne à 10 km à vol d'oiseau, est de 11,7 °C et le cumul annuel moyen de précipitations est de 1 170,0 mm. 
La température maximale relevée sur cette station est de 40,3 °C, atteinte le 7 août 2003 ; la température minimale est de −18 °C, atteinte le 12 janvier 1987,,. 
Les paramètres climatiques de la commune ont été estimés pour le milieu du siècle (2041-2070) selon différents scénarios d'émission de gaz à effet de serre à partir des nouvelles projections climatiques de référence DRIAS-2020. Ils sont consultables sur un site dédié publié par Météo-France en novembre 2022.

## Urbanisme

### Typologie
Au 1er janvier 2024, Molamboz est catégorisée commune rurale à habitat dispersé, selon la nouvelle grille communale de densité à sept niveaux définie par l'Insee en 2022.
Elle est située hors unité urbaine. Par ailleurs la commune fait partie de l'aire d'attraction d'Arbois, dont elle est une commune de la couronne,. Cette aire, qui regroupe 16 communes, est catégorisée dans les aires de moins de 50 000 habitants,.

### Occupation des sols
L'occupation des sols de la commune, telle qu'elle ressort de la base de données européenne d’occupation biophysique des sols Corine Land Cover (CLC), est marquée par l'importance des territoires agricoles (52,4 % en 2018), une proportion identique à celle de 1990 (52,4 %). La répartition détaillée en 2018 est la suivante : 
forêts (47,6 %), terres arables (30,8 %), zones agricoles hétérogènes (17,7 %), prairies (3,9 %). L'évolution de l’occupation des sols de la commune et de ses infrastructures peut être observée sur les différentes représentations cartographiques du territoire : la carte de Cassini (XVIIIe siècle), la carte d'état-major (1820-1866) et les cartes ou photos aériennes de l'IGN pour la période actuelle (1950 à aujourd'hui).

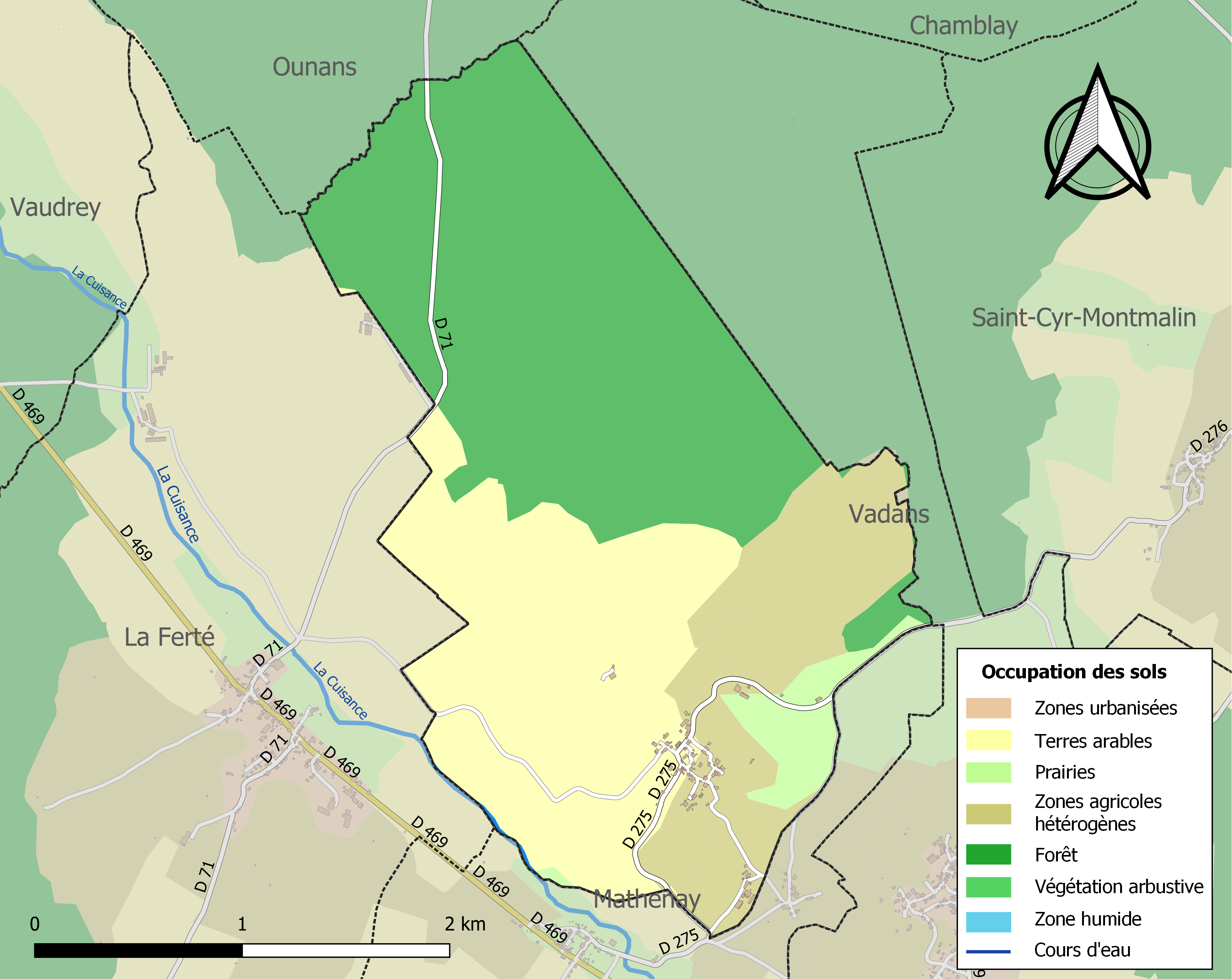
Carte des infrastructures et de l'occupation des sols de la commune en 2018 (CLC).

## Politique et administration
| Période       | Période       | Identité                  | Étiquette | Qualité  |
| ------------- | ------------- | ------------------------- | --------- | -------- |
| avant 1988    | ?             | Marthe d'Hérail de Brisis |           |          |
| 2001          | 2008          | Alain Vuillet             |           |          |
| 2008          | 2014          | Pierre Boisson            |           |          |
| mars 2014     | décembre 2015 | Claude Letondal-Musnik    |           | Retraité |
| décembre 2015 | 2020          | Bernard Dodane            |           |          |
| 2020          | En cours      | Jean de Brisis            |           |          |

## Démographie
L'évolution du nombre d'habitants est connue à travers les recensements de la population effectués dans la commune depuis 1793. Pour les communes de moins de 10 000 habitants, une enquête de recensement portant sur toute la population est réalisée tous les cinq ans, les populations de référence des années intermédiaires étant quant à elles estimées par interpolation ou extrapolation. Pour la commune, le premier recensement exhaustif entrant dans le cadre du nouveau dispositif a été réalisé en 2006.

En 2022, la commune comptait 88 habitants, en évolution de −1,12 % par rapport à 2016 (Jura : −0,81 %, France hors Mayotte : +2,11 %).
| 1793 | 1800 | 1806 | 1821 | 1831 | 1836 | 1841 | 1846 | 1851 |
| ---- | ---- | ---- | ---- | ---- | ---- | ---- | ---- | ---- |
| 297  | 273  | 331  | 345  | 308  | 324  | 329  | 340  | 324  |

| 1856 | 1861 | 1866 | 1872 | 1876 | 1881 | 1886 | 1891 | 1896 |
| ---- | ---- | ---- | ---- | ---- | ---- | ---- | ---- | ---- |
| 277  | 273  | 270  | 255  | 263  | 248  | 220  | 222  | 207  |

| 1901 | 1906 | 1911 | 1921 | 1926 | 1931 | 1936 | 1946 | 1954 |
| ---- | ---- | ---- | ---- | ---- | ---- | ---- | ---- | ---- |
| 201  | 187  | 166  | 148  | 141  | 135  | 134  | 129  | 112  |

| 1962 | 1968 | 1975 | 1982 | 1990 | 1999 | 2006 | 2011 | 2016 |
| ---- | ---- | ---- | ---- | ---- | ---- | ---- | ---- | ---- |
| 125  | 107  | 96   | 93   | 107  | 84   | 94   | 80   | 89   |

| 2021 | 2022 | - | - | - | - | - | - | - |
| ---- | ---- | - | - | - | - | - | - | - |
| 88   | 88   | - | - | - | - | - | - | - |

## Culture et patrimoine

### Lieux et monuments
- Châteaux des XIIIe siècle et XVIIe siècle.
- Église Saint-Antoine-et-Saint-Éloi.
- Fontaine-lavoir-abreuvoir.
- Croix monumentale dans le cimetière.

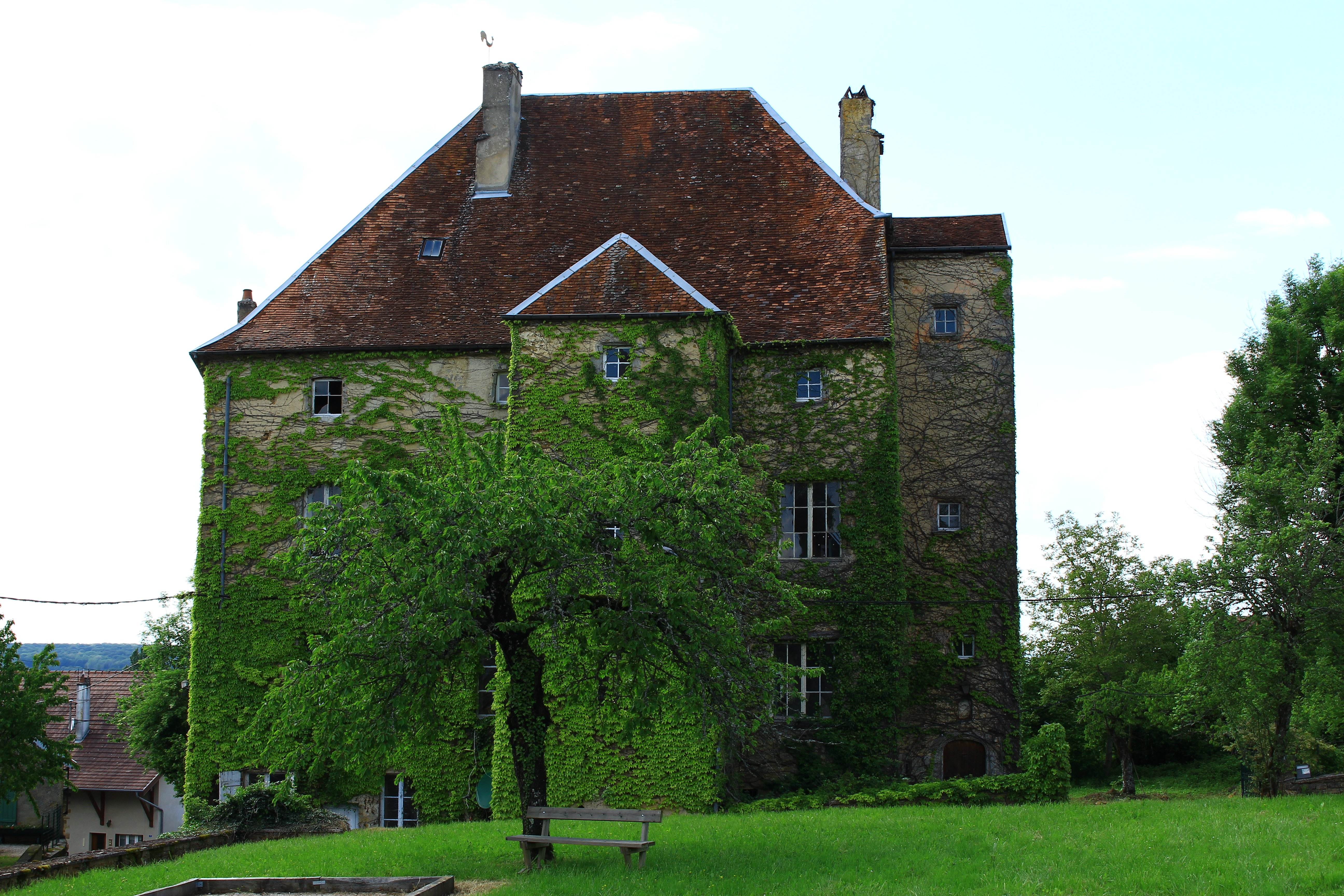
Le château médiéval.
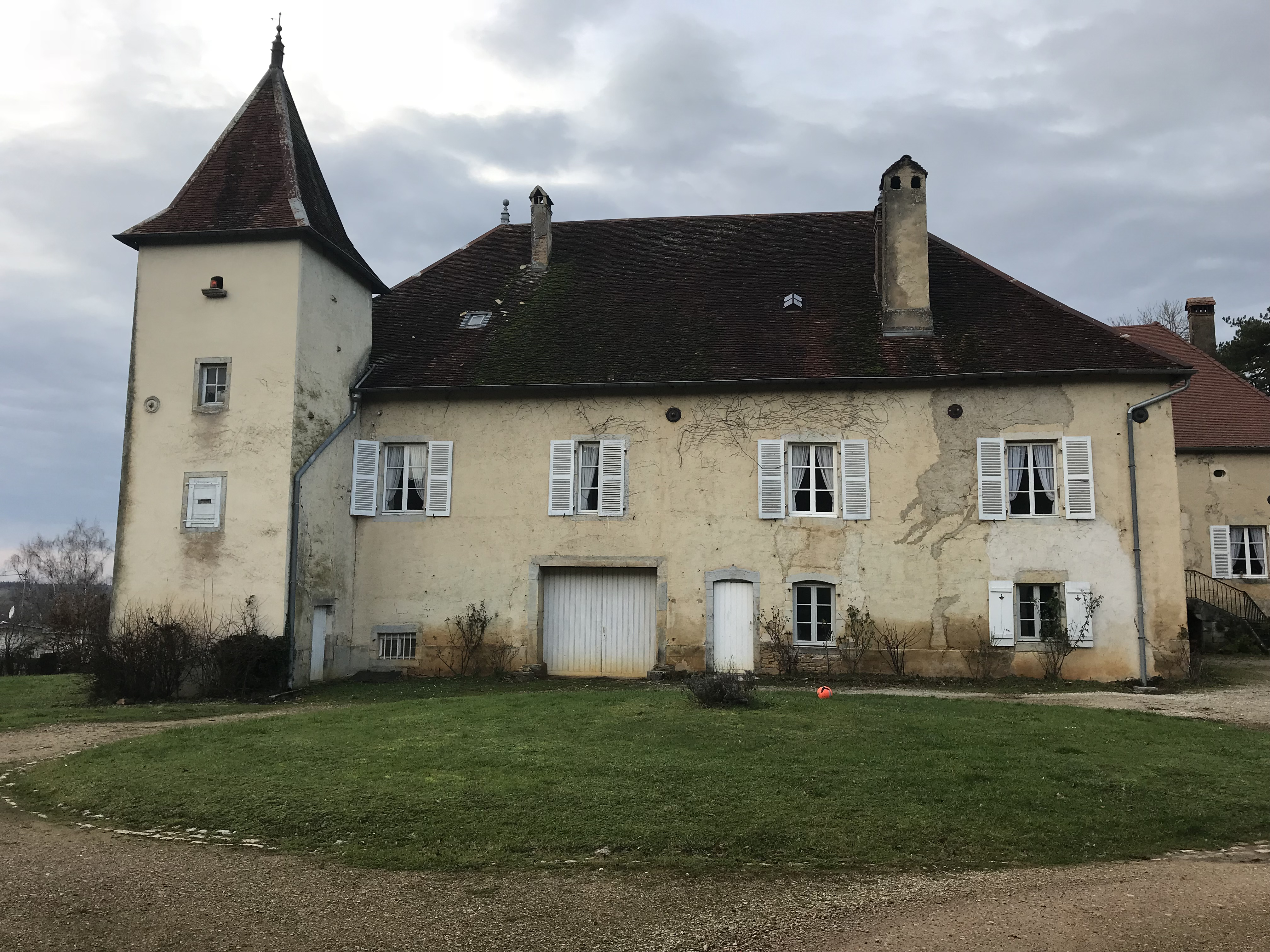
Le château.
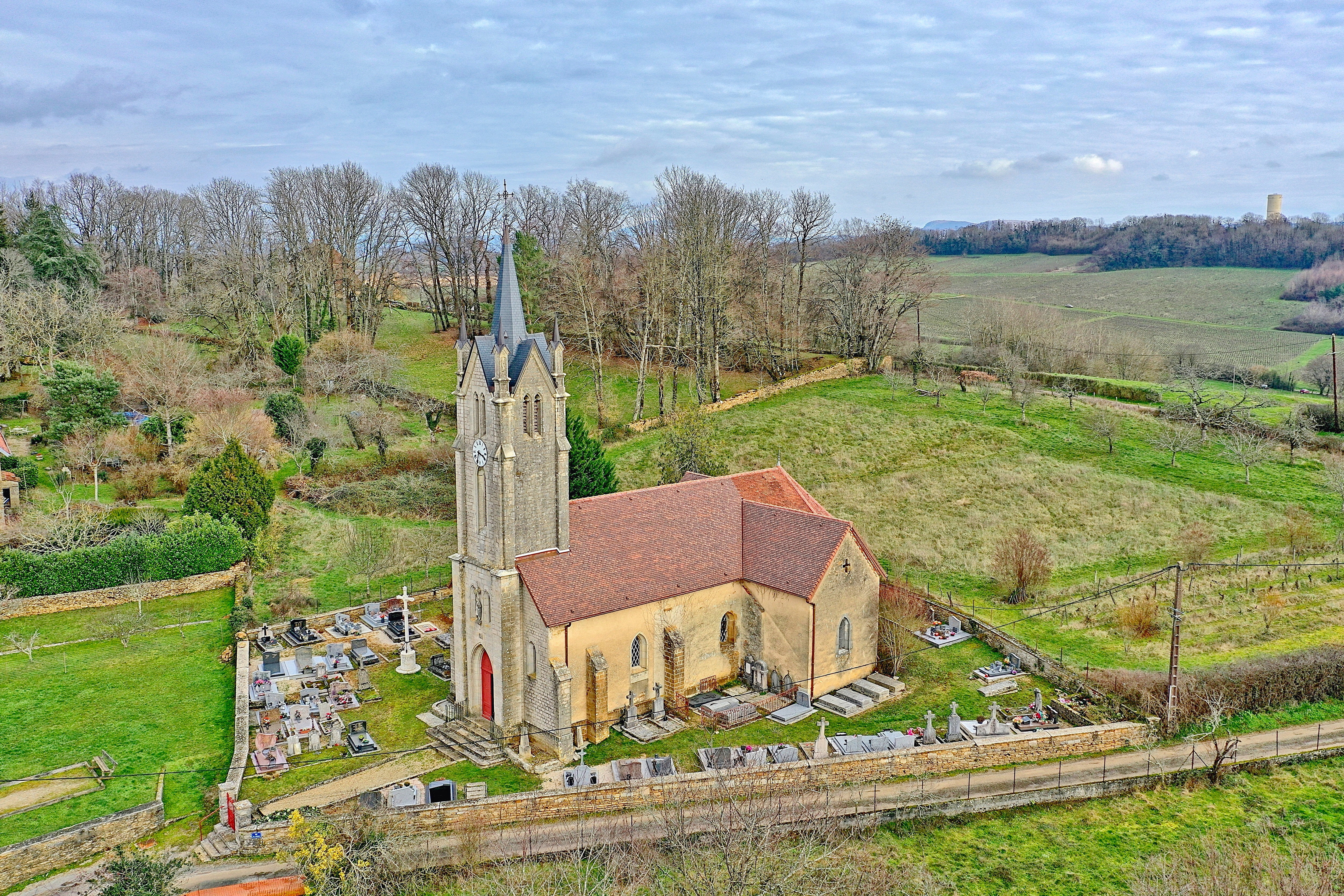
L'église Saint-Antoine-et-Saint-Éloi.
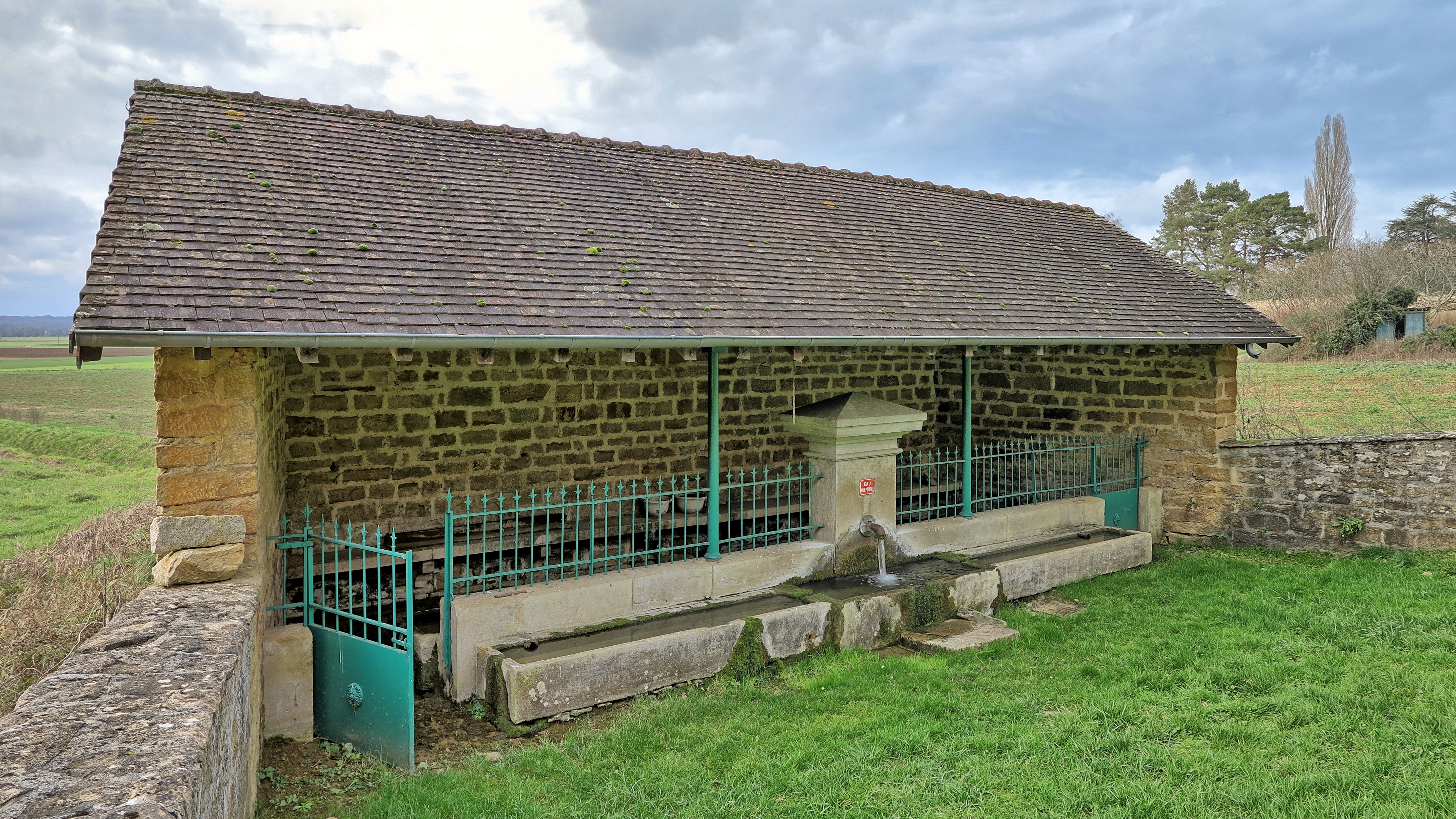
La fontaine-lavoir-abreuvoir.

### Personnalités liées à la commune
- René Gabriel Levasseur, militaire français de la Révolution et de l’Empire, est mort à Molamboz en 1830.
- Le Général Saillard, est né en 1829 à Molamboz (où il est enterré) et est mort en 1897. Il est commandeur de la Légion d'honneur[18].

## Galerie

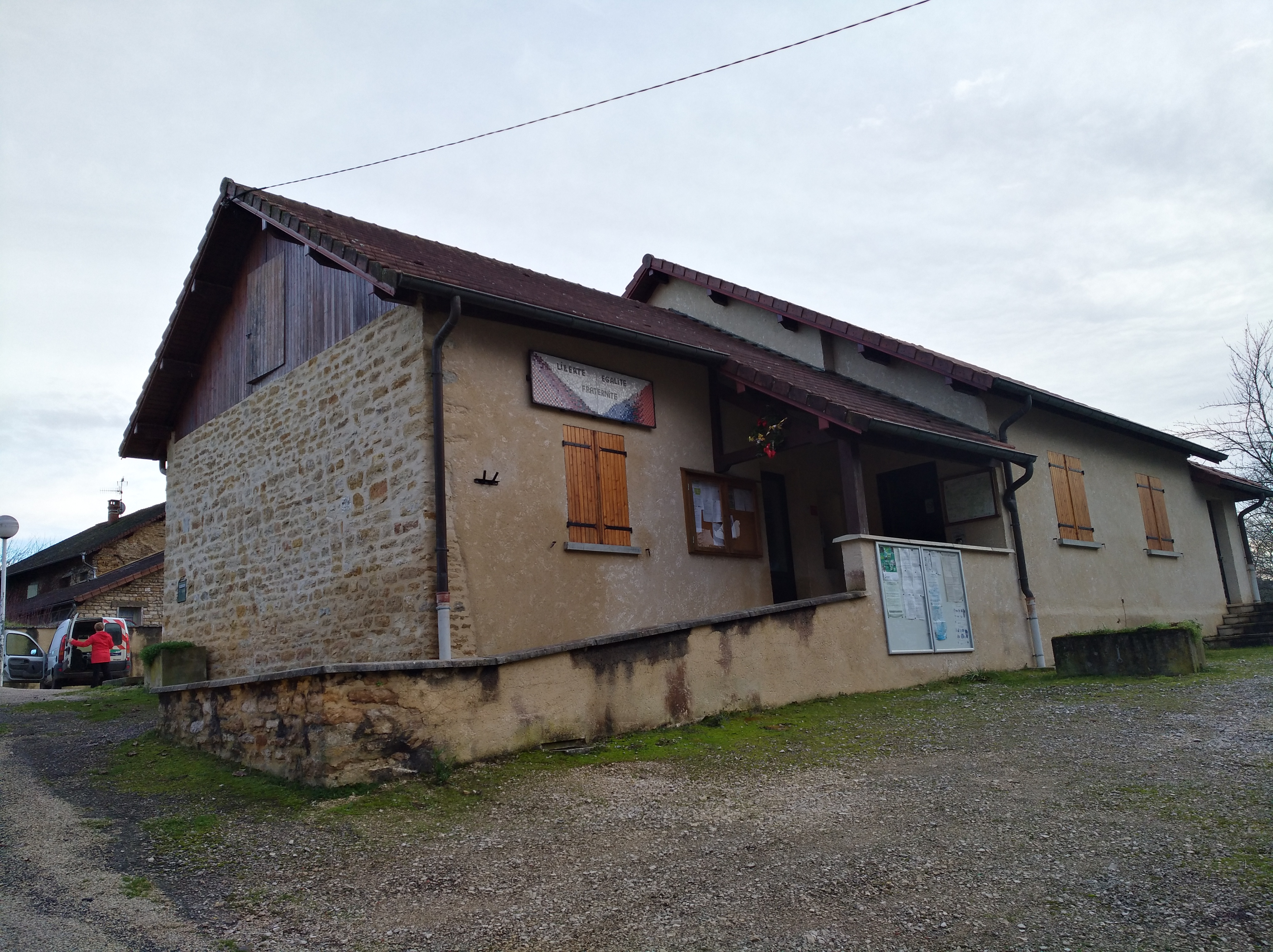
La Mairie actuelle
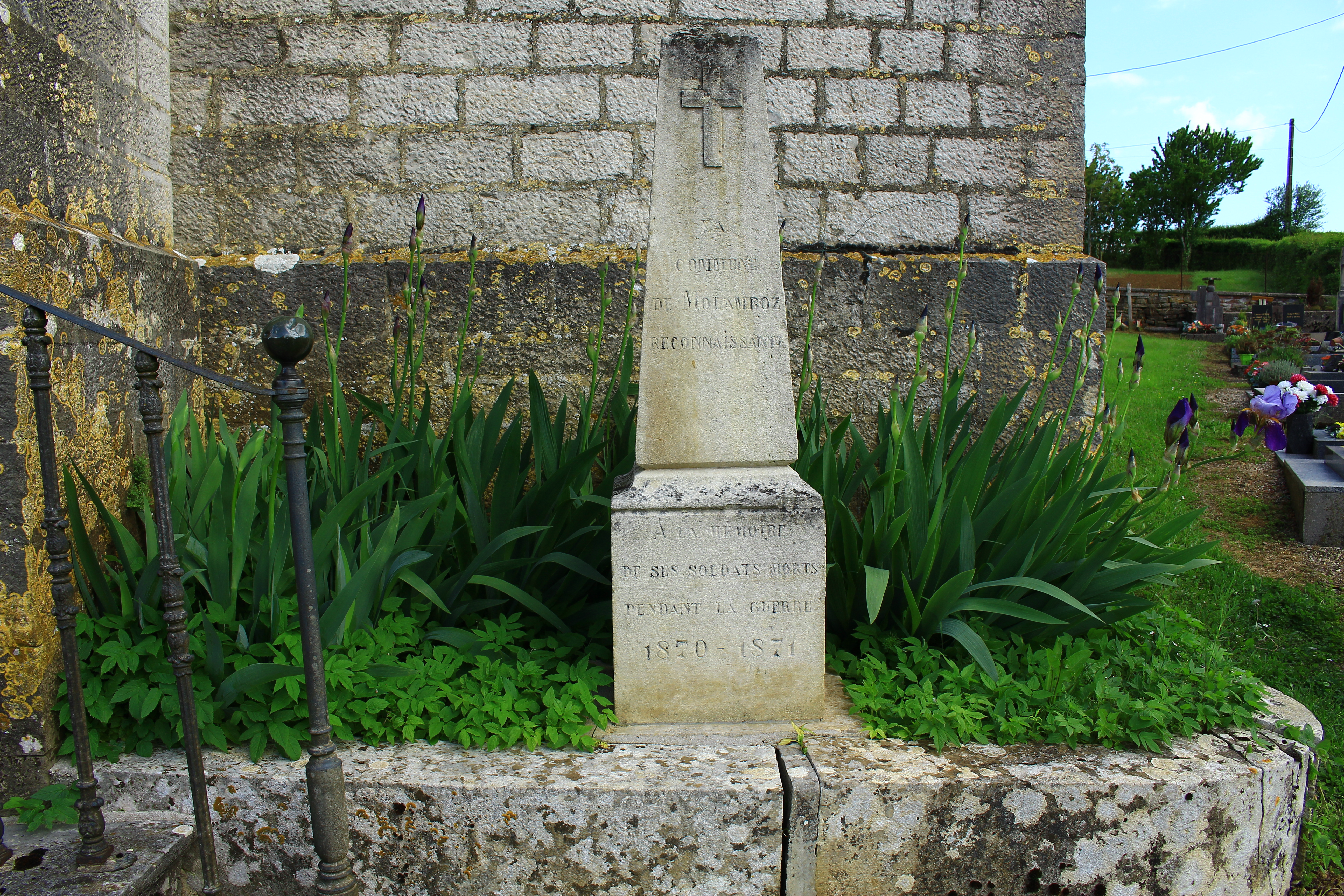
Le monument aux morts de 1870-1871
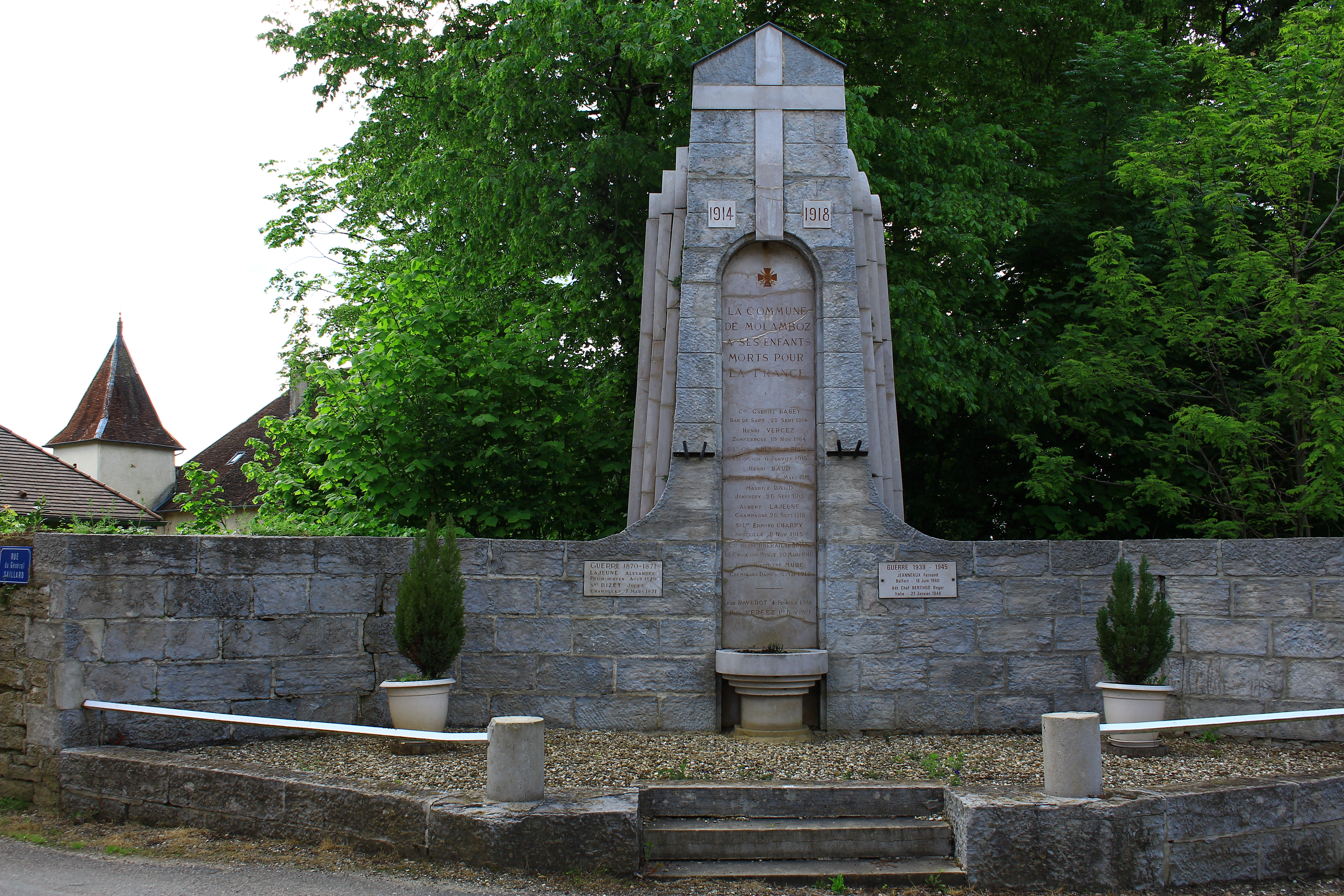
Le monument aux morts de 1914-1918
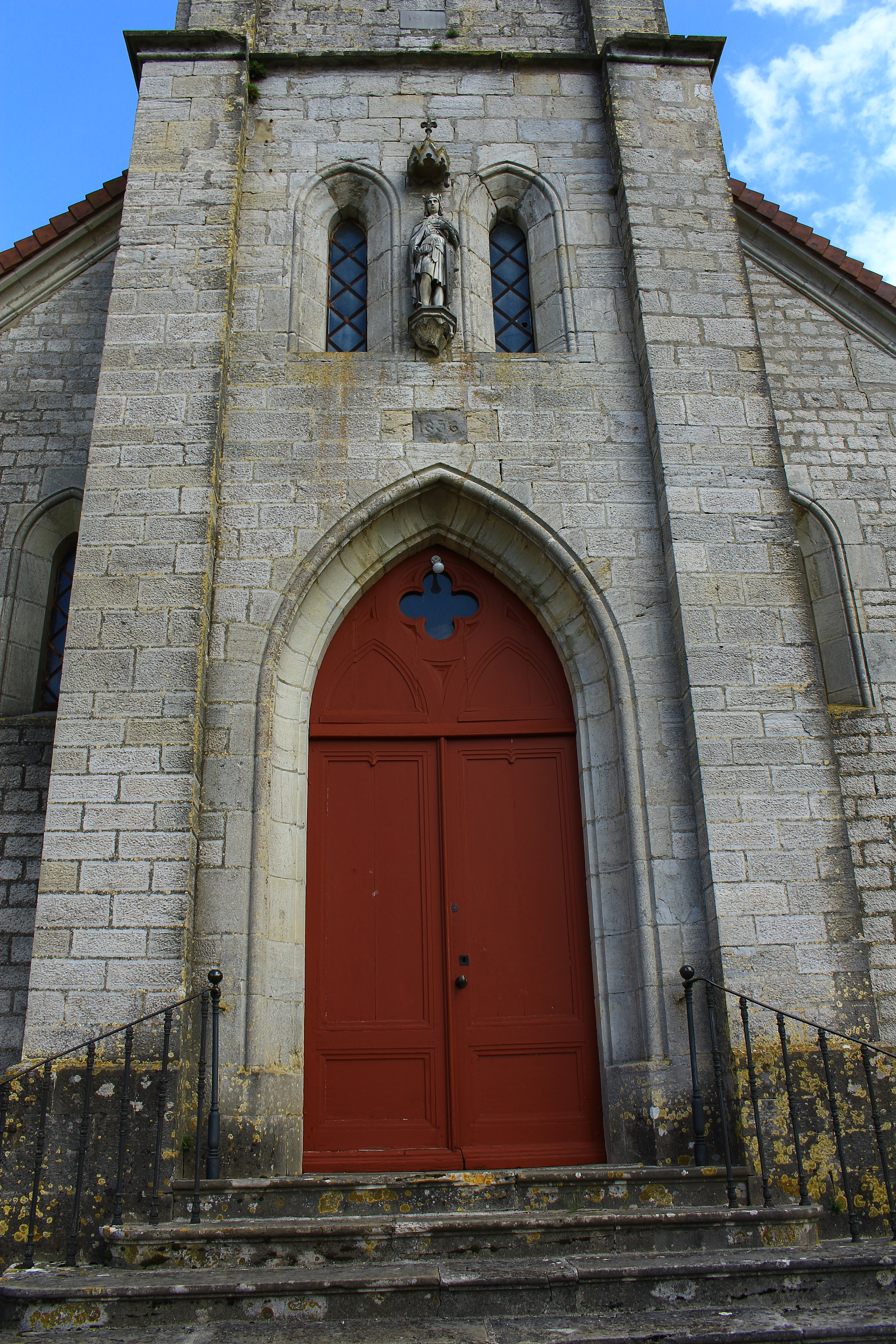
L'Eglise Saint-Antoine et Saint-Eloi de Molamboz
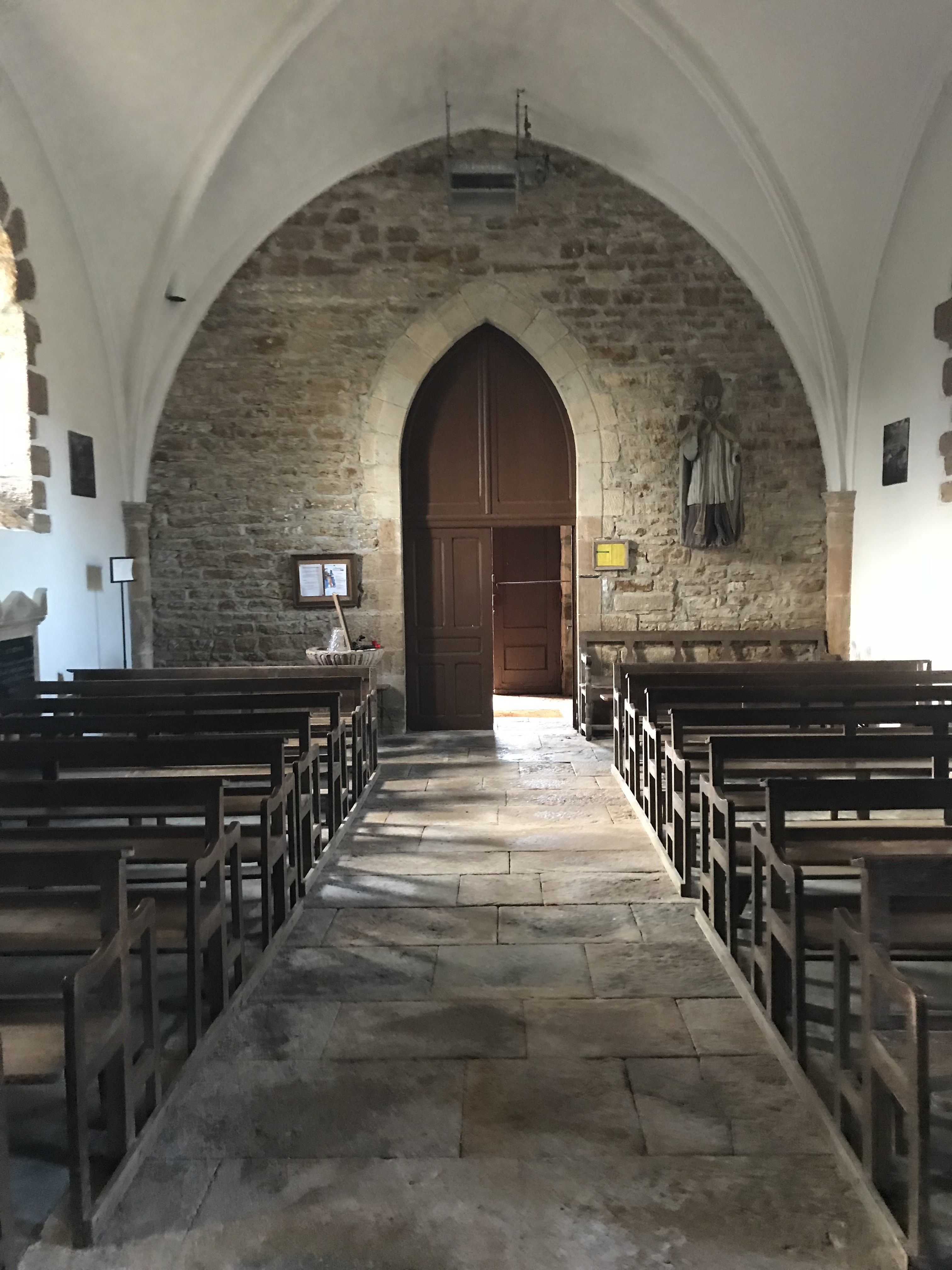
L'intérieur de l'église
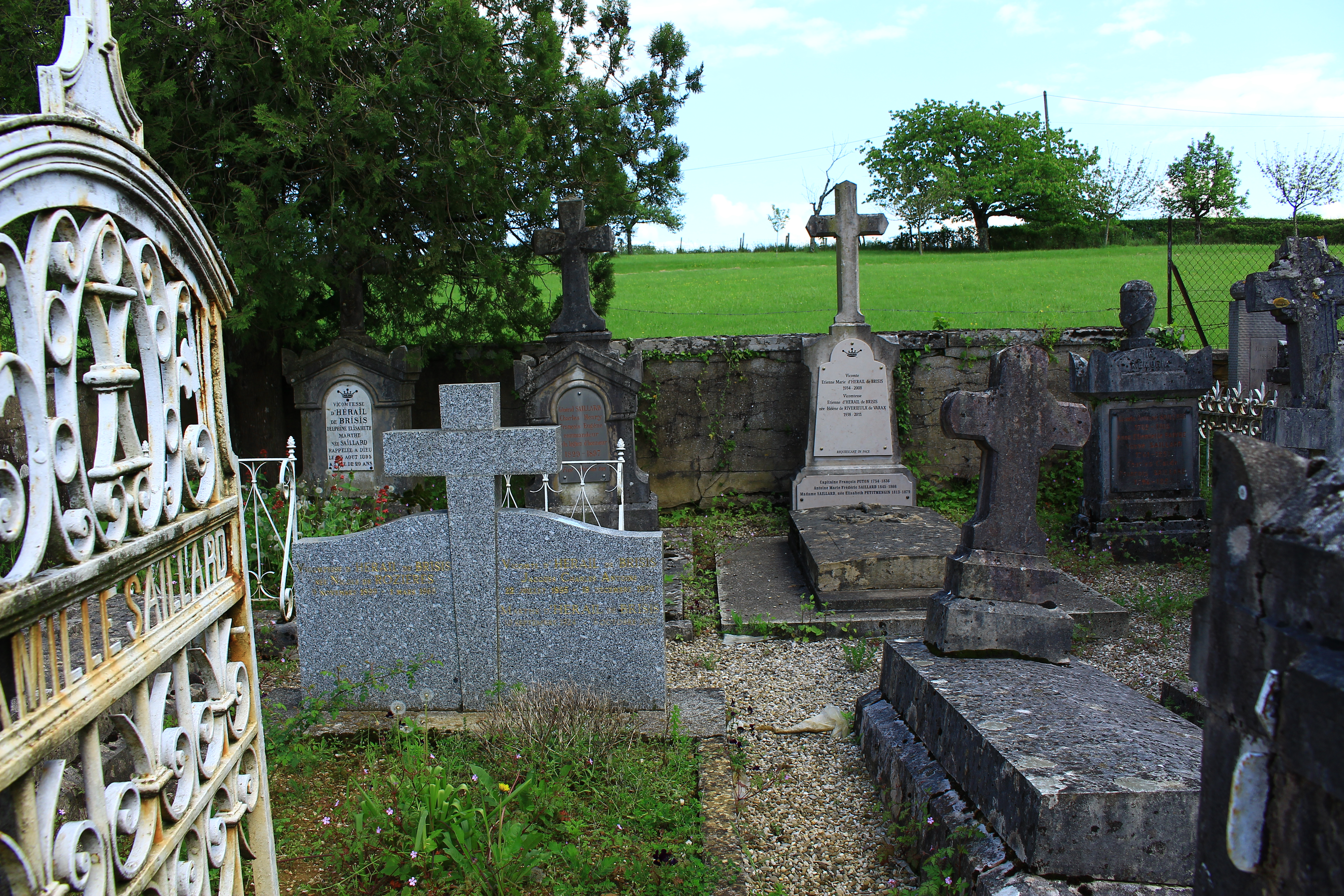
Le cimetière, attenant à l'église
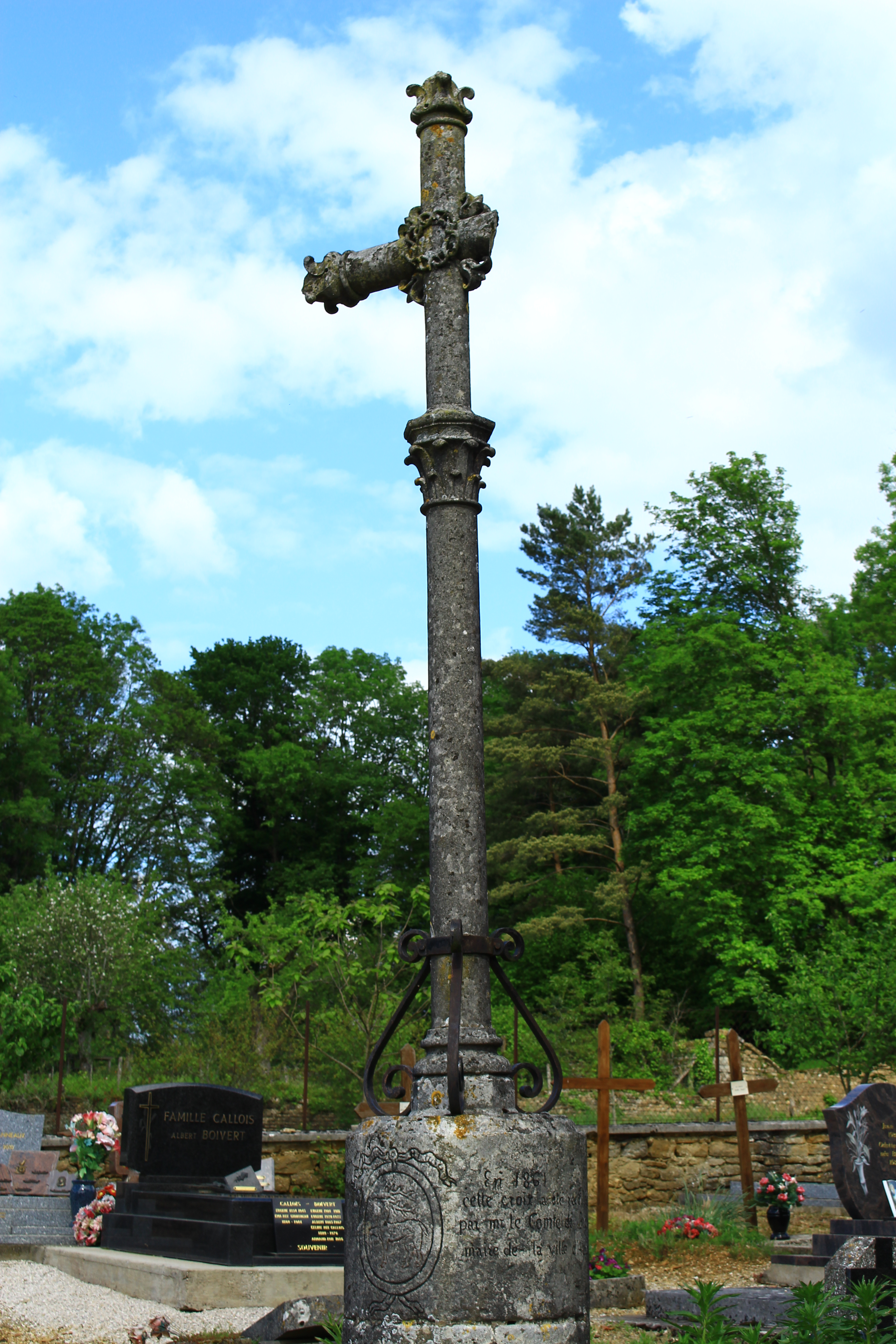
Croix monumentale dans le cimetière
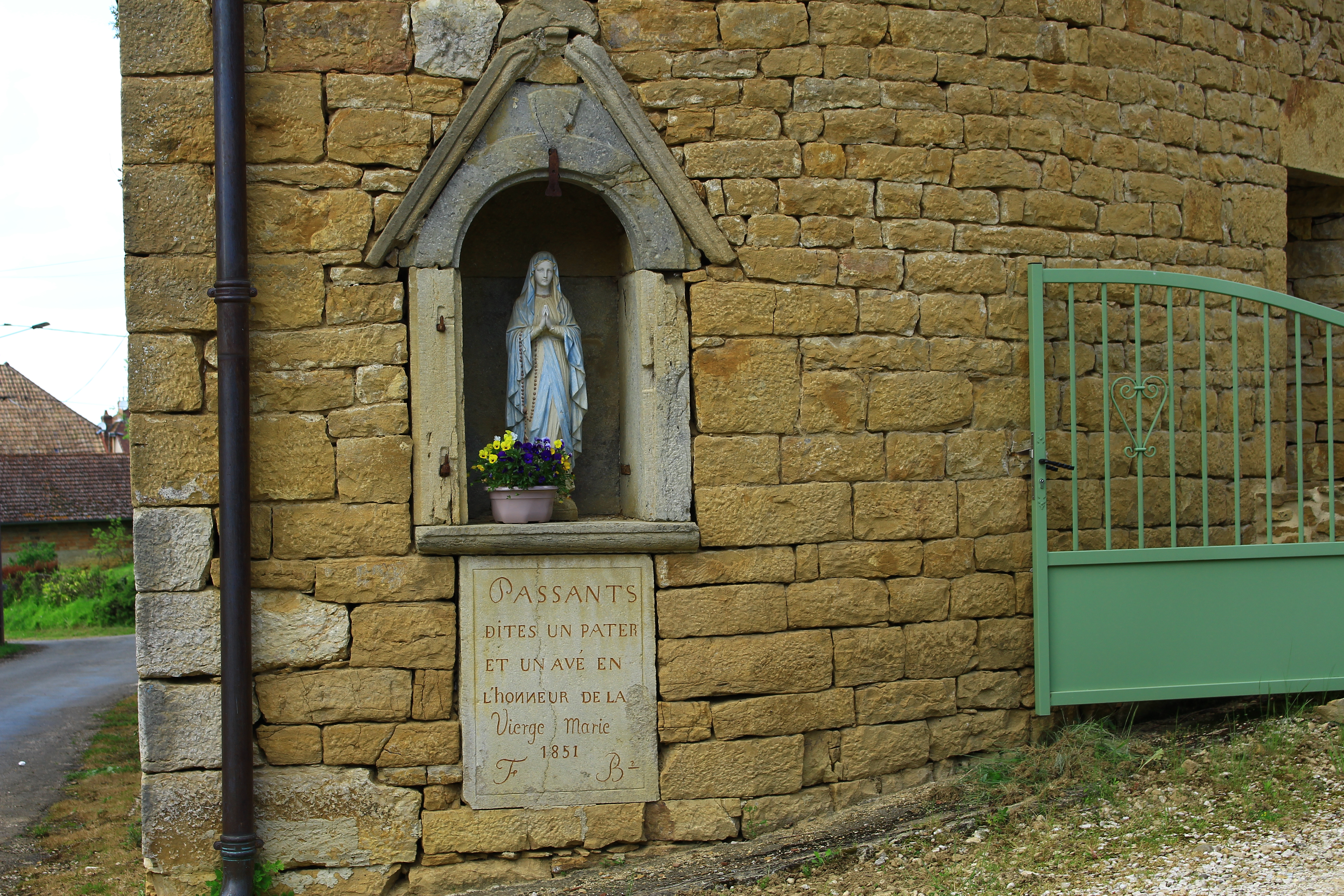
Statue de la Vierge dans le Bourg